# رسول‌آباد (ایرانشهر)
رسول‌آباد روستایی در دهستان حومه بخش مرکزی شهرستان ایرانشهر استان سیستان و بلوچستان ایران است.رسول‌آباد یک مسجد جامع زیبا دارد که در حال بازسازی است. این روستا چسپیده به ایرانشهر است.

## جمعیت
بر پایه سرشماری عمومی نفوس و مسکن در سال ۱۳۹۵ جمعیت این روستا ۲٬۵۸۶ نفر (۶۳۲خانوار) بوده‌است.